# Jacob Nielsen (Radsportler)
Jacob Nielsen (* 12. Januar 1978) ist ein ehemaliger dänischer Radrennfahrer und späterer Teamleiter.
Jacob Nielsen gewann 1996 die Silbermedaille im Straßenrennen bei der Straßenradweltmeisterschaft der Junioren. Von 2000 bis 2011 fuhr er für die dänische Mannschaft Glud & Marstrand. 2003 gewann er das Nordfyn Bank's Gadeløb Kriterium. Im nächsten Jahr war er auf einem Teilstück des International Cycling Classic erfolgreich. Auch 2006 war er dort wieder erfolgreich. Außerdem gewann er jeweils eine Etappe bei der Tour of Siam und bei der Tour d’Indonesia. 2007 wurde er Erster auf einer Etappe der Tour de la Martinique.
Ende der Saison 2013 beendete er seine Karriere und wurde Teammanager beim Team TreFor-Blue Water.

## Erfolge
2006
- eine Etappe Tour of Siam
- eine Etappe Tour d’Indonesia

2007
- eine Etappe Tour de la Martinique

2009
- Grand Prix Copenhagen

## Teams
- 2000: Cycling Horsens
- 2001: Glud & Marstrand Horsens
- 2002: Glud & Marstrand Horsens
- 2003: Glud & Marstrand Horsens
- 2004: Glud & Marstrand Horsens
- 2005: Glud & Marstrand Horsens
- 2006: Glud & Marstrand Horsens
- 2007: Glud & Marstrand Horsens
- 2008: Glud & Marstrand Horsens
- 2009: Glud & Marstrand Horsens
- 2010: Glud & Marstrand-LRØ Rådgivning
- 2011: Glud & Marstrand-LRØ
- 2012: Blue Water Cycling
- 2013: Blue Water Cycling